# Нарайл (зіла)
Нараїл (бенг. নড়াইল, pron: nɔɽail) — округ на південному заході Бангладеш. Входить до складу дивізії Хульна.

## Історія
Місто Нараїль було названо на честь феодала (заміндаря). Заміндари заснували ринок у Рупгонджі, також названий на честь заміндаря. Вони вперше встановили поштове відділення в окрузі під час Британського Раджу поблизу Ротонгоня, названого на честь іншого члена родини заміндарів. Вони модернізували Нараїл, сприяли розвитку культури, спорту та освіти.
Велике ігрове поле Куріддобе було подарунком родини заміндара. Вони запровадили змагання з футболу, із щитом для чемпіонів, кубком для тих, хто посідає друге місце, і медалями для всіх гравців з початку двадцятого століття.

## Географія
Нараїльський район має площу 990,23 квадратного кілометра (382,33 миля2). Він розташований на південь від округу Магура, на північ від району Кхулна, з районами Фарідпур і Гопалгандж на сході та районом Джессор на заході.
Його середня температура коливається від 11.2 and 37.1 °C і має річну кількість опадів 1,467 мм.
Через район протікають річки Мадхуматі, Набаганга, Бхайраб і Чітра. 

## Адміністративно-територіальний поділ
Нараїльський район засновано в 1984 році. Він розділений на три упазіли: Нараїл Садар Упазіла, Калія Упазіла та Лохагара Упазіла. Упазіли поділяються на муніципалітети Нараїл Садар і Калія, а також 39 парафій Союзу. Вони поділяються на 18 районів, 43 махаллі, 445 муз і 651 село.